# Tim Bowler
Tim Bowler (ur. 14 listopada 1953) – brytyjski pisarz, autor literatury dziecięcej i młodzieżowej.
Ukończył studia na University of East Anglia. Otrzymał 15 nagród literackich, w tym Carnegie Medal (za powieść River Boy), Lancashire Children's Book of the Year (za powieść Shadows) i dwukrotnie Angus Award (za powieści River Boy i Shadows).

## Powieści
- Midget (1994)
- Dragon's Rock (1995)
- River Boy (1997)
- Shadows (1999)
- Storm Catchers (2001)
- Starseeker (2002)
- Apocalypse (2004)
- seria Tales from the Dark Side:
  - Blood on Snow (2004)
  - Walking with the Dead (2005)
- Frozen Fire (2006)
- Bloodchild (2008)
- seria Blade:
  - Playing Dead (2008)
  - Closing In (2008)
  - Breaking Free (2009)
  - Running Scared (2009)
  - Fighting Back (2009)
  - Mixing It (2010)
  - Cutting Loose (2010)
  - Risking All (2010)
- Buried Thunder (2011)
- Sea of Whispers (2013)